# Plumage éclipse
Pour les articles homonymes, voir Éclipse (homonymie).

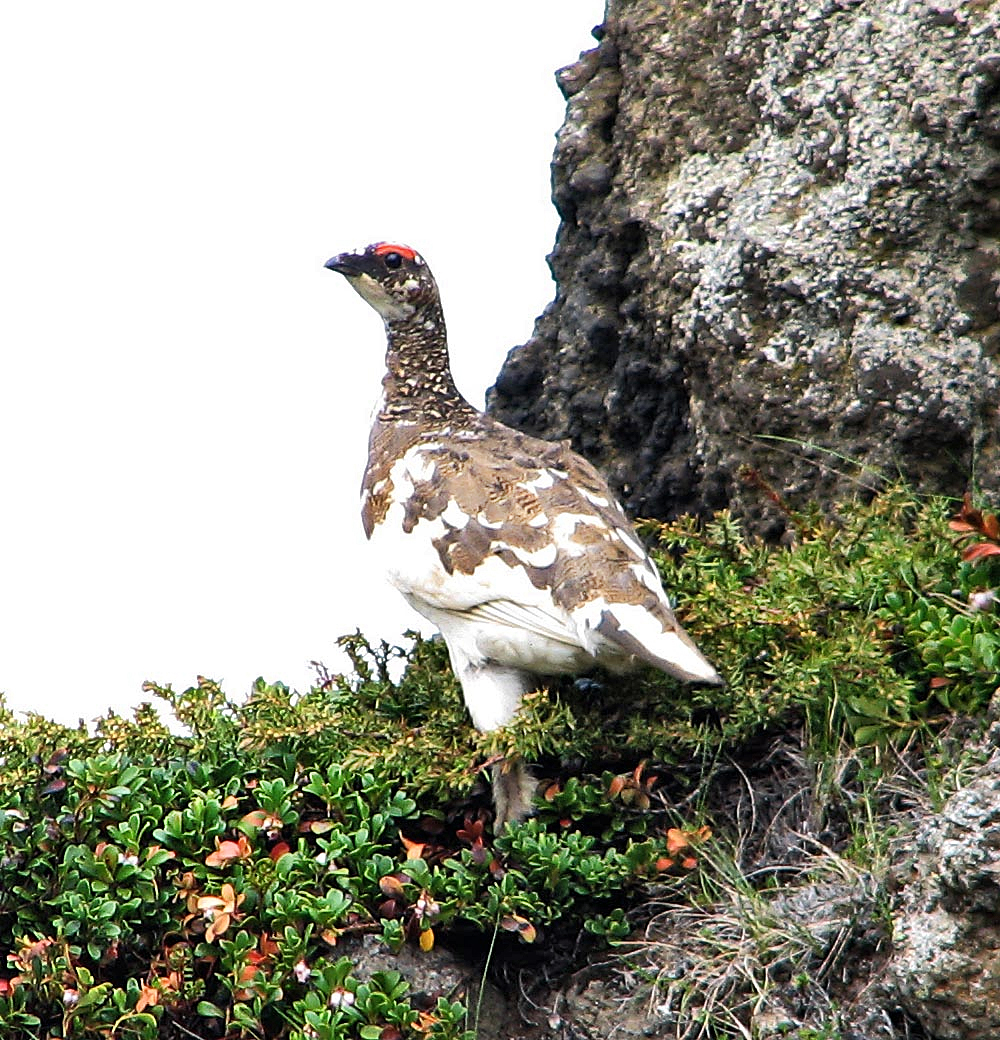
Lagopède alpin (Lagopus mutus) en plumage de transition entre le plumage blanc hivernal, et brun de l'été.

Le plumage éclipse, plumage d'éclipse ou phase d'éclipse  est le plumage que présentent les oiseaux mâles en dehors de la période de reproduction.

## Explication
Alors que pour la parade nuptiale les plumes sont souvent vivement colorées, lors de la saison d'hivernage les mâles arborent un plumage plus discret, cryptique et ressemblant à celui de la femelle.
Ce changement de couleur peut s'effectuer par mue, ou comme chez certains carduélinés tels le Passerin indigo, chez qui le brun du plumage éclipse cède progressivement la place au bleu du plumage nuptial à la suite d'une polymérisation différée de la mélanine brune.
Lors de la transition, les canards en mue peuvent avoir des difficultés temporaires à voler.